# Südlegion
Der Jungenbund Südlegion, in Berlin aktiv,  war ein kleiner, kulturell einflussreicher Bund der Bündischen Jugend.
Die Südlegion entstand 1932 durch den Austritt des „Tahoe-Rings“ aus der Ringgemeinschaft Deutscher Pfadfinder. 1934 löste sich die Südlegion offiziell auf, um der Eingliederung in die Hitler-Jugend zu entgehen. Dennoch wurden unter Leitung ihres Bundesführers Rudi Pallas weitere Großfahrten durchgeführt.
Rudi Pallas (1907–1952) wurde 1937 wegen „bündischer Umtriebe“ verhaftet und in das Konzentrationslager Sachsenhausen gebracht. Erst 1940 wurde er zur Frontbewährung entlassen. Bei Stalingrad lief er zur Roten Armee über und wurde 1943 Mitglied des kommunistischen Bundes Deutscher Offiziere. Nach dem Krieg war er als Kommunist Mitarbeiter des Ost-Berliner Deutschlandsenders.
Auch der 1944 hingerichtete U-Boot-Kommandant Oskar Kusch kam aus der Südlegion.
Der Gruppenstil von Tahoe-Ring und Südlegion unterschied sich stark von dem anderer bündischer Gruppen der 1930er Jahre, die häufig nur die Pädagogik der „Härte“ kannten. Der Wahlspruch des Tahoe-Rings war:
birg in kälte silberner lilie der rose rote glut
Vor diesem Hintergrund beschäftigte sich die Südlegion intensiv mit Literatur, Kunst und Philosophie. Enge Kontakte bestanden zum Beispiel zu den Schriftstellern Jean Giono, Ernst Wiechert, Hans Carossa und André Gide. Eines der Ideale der Südlegion war der Hellenismus. Sie öffnete sich wie dj.1.11 dem Liedgut anderer Völker, das sie auf Fahrten in den Süden Europas kennengelernt hatte. Ganz dem bündischen Denken mit seinen Vorstellungen eines Lebens- und Männerbundes verpflichtet, basieren viele der in der Südlegion entstandenen Lieder auf Texten, die aus dem Kreis um den Schriftsteller Stefan George stammen (unter anderem das auch als „Lied der Weißen Rose“ bekannt gewordene Lied Schließ Aug und Ohr für eine Weil von Friedrich Gundolf).

## Publikationen
- o. A.: Lieder der Süd-Legion. Verlag Günther Wolff, Plauen 1932